# Francesco Procopio dei Coltelli
Pour les articles homonymes, voir Procope.
Francesco Procopio dei Coltelli, ou Procopio Cutò, né le 9 février 1651, à Aci Trezza ou Palerme, et mort le 10 février 1727, à Paris, est un cuisinier italien, considéré comme le père de la crème glacée. Il est le fondateur du Café Procope, de Paris.

## Biographie
Selon Marcello Messina, savant de Palerme, Procopio aurait le nom de famille Cutò, devenu en français par une mauvaise compréhension, Procope-des-Couteaux, retraduit en italien par Procopio dei Coltelli (traduction de « couteaux »). Lui serait né, selon les sources à Aci Trezza, dans la province de Catane,,, ou à Palerme. L'origine palermitaine a été récemment proposée par un acte de baptême retrouvé dans les archives paroissiales de l'église Sant'Ippolito, située dans le quartier Capo de Palermo.
Le baptême fut célébré le 10 février 1651, au lendemain de sa naissance, selon Messina. Le certificat donne, non le nom de Coltelli, mais bien celui de Cutò, nom typiquement sicilien. Mais le nom du fondateur du Café Procope était dei Coltelli (comme peut être lu sur la plaque apposée sur la façade du restaurant), de sorte que le Cutò mentionné pourrait être une autre personne. Une troisième hypothèse, également vraisemblable, penche pour une naissance à Palerme et une période vécue à Trezza où, grâce au commerce de la neige de l'Etna (activité historiquement considérable), Procopio aurait imaginé le gelato.
Il arrive en 1670 à Paris, où il travaille comme garçon chez un cafetier arménien, qui possède alors un établissement rue de Tournon, à la foire Saint-Germain. Il se met à son compte deux ans plus tard, en 1672.
Puis, en 1686, il rachète un café situé rue des Fossés-Saint-Germain (actuelle rue de l'ancienne comédie), qui deviendra le Café Procope, le plus ancien café de Paris. Très en vogue durant les XVIIIe et XIXe siècles, le Procope est fréquenté par des personnalités de la politique et de la culture, telles que Diderot, d'Alembert, Robespierre, Danton, Marat, Voltaire, Rousseau, Balzac ou Hugo.
En 1675, il épouse en l'église Saint-Sulpice Marguerite Crouin, dont il a huit enfants, dont Michel Procope-Couteaux. L'acte de mariage permet de connaître le nom de ses parents : Onofrio Cutò et Domenica Semarqua. Il obtient la nationalité française en 1685 et, en 1696, il se remarie avec Anne Françoise Garnier qui lui donne quatre enfants.
En 1717, il se retire de son activité.